# Yōsei Teikoku
Yōsei Teikoku (妖精帝國, Yōsei Teikoku, lit. Império das fadas,traduzido em alemão como "Das Feenreich") é um grupo japonês de rock gótico formado em em 1997, composto de cinco membros: Yui (vocal), XiVa (guitarra), Nanami (baixo), Gight (bateria) e, Ryöga (guitarra).
Eles iniciaram suas atividades fazendo parte do Team Fairithm, produzindo músicas que vão do clássico ao electro. O grupo lançou diversos discos indies, e atualmente possuem seis álbuns. Além disso, várias das suas músicas foram utilizadas em séries de animações japonesas ou em jogos, como por exemplo: Mirai Nikki, Katanagatari, Tokyo Esp, Venus Versus Virus, entre outros.

## História
O grupo foi formado em 1997, com apenas dois integrantes (Yui e Tachibana) e um conceito: Reviver, através da música, o Império das Fadas, que existia entre o mundo humano e o reino espiritual (conhecido como Spiritua)[carece de fontes?].
Em abril de 2010, com o lançamento do single Baptize, outros dois integrantes se juntaram ao grupo: Nanami e Relu. Em 2013, Gight juntou-se ao grupo.
Yui Itsuki é também uma seiyuu (dubladora), tendo trabalhado inclusive no animê Kuroshitsuji ("Black Buttler", no ocidente), e em 2024 começou sua carreira como Vtuber

## Membros
- Yui Itsuki (伊月ゆい, nascida em 25 de Outubro) - Vocalista e compositora. E também é vocalista da banda Denkare sendo que lá é conhecida como Karen (Alterego).
- Nanami (名波, Nanami, nascido em 17 de Setembro) - Baixista.
- Gight (ガイト, Gaito, nascido em 20 de Março) - Baterista.
- XiVa (サイバ, Saiba, nascido em 7 de Junho) - Guitarrista.
- Ryöga (リョウガ, Ryouga, nascido em 6 de dezembro) - Guitarrista.

## Antigos Membros
- Relu (?, Relu, nascido ?) - baterista.
- Shiren (紫煉）, Shiren, nascido em 10 de Março) - guitarrista, atualmente trabalha com a banda Unlucky Morpheus e sua sub-unidade Unholy Orpheus
- Takaha Tachibana (橘 尭葉, Tachibana Takaha, nascido em 25 de Março) - Guitarrista, tecladista e compositor, se aposentou em novembro de 2023.

## Discografia

### Álbuns Indie
1. Atarashii Momo (新しい桃 "Novo Pêssego") (maio de 1996);
2. Momo No Hane (桃の羽 "Asas de Pêssego) (dezembro de 1997);
3. Momo No Mori (桃の森 "Floresta de Pêssegos) (junho de 1998);
4. Shikõ No Momo (至高の桃 "Pêssego Supremo) (novembro de 1999);
5. Mai-HiME Unmei no Keitouju ORI (julho de 2005), e;
6. Stigma (novembro de 2005).

### Álbuns Major
1. Gothic Lolita Propaganda (abril de 2007)
2. Metanoia (novembro de 2007)
3. Gothic Lolita Doctrine (agosto de 2009)
4. Gothic Lolita Agitator (dezembro de 2010)
5. Pax Vesania (março de 2013)
6. Hades The Other World (dezembro de 2014)
7. Shadow Corps[e] (agosto de 2015)
8. Flamma Idola (maio de 2017)
9. The Age of Villains (março de 2020)

### Singles
- Ashita wo Yurushite (明日を許して, "Perdoe o Amanhã") (8 de Março de 2006);
- Senketsu no Chikai (鮮血の誓い, "O Juramento de Sangue") (26 de Abril de 2006);
- "Noble Roar" (26 de Julho de 2006);
- "Valkyrja" (4 de Outubro de 2006);
- Shijun no Zankoku (至純の残酷, "A Mais Pura Crueldade") (7 de Fevereiro de 2007);
- "Schwarzer Sarg" (9 de Julho de 2008);
- "Hades: A Raiva Sangenta" (6 de Agosto de 2008);
- "Weiß Flügel" (10 de Setembro de 2008);
- Gekkō no Chigiri (月光の契り, "Promessa do Luar") (27 de Maio de 2009);
- "One" (23 de Dezembro de 2009);
- Tasogare no Gekka (黄昏の月下, "No Final do Crepúsculo") (2009);
- "Baptize" (21 de Abril de 2010);
- "Rebellion Anthem" (25 de Agosto de 2010);
- "Asgard" (2010);
- "Mischievous of Alice" (27 de Julho de 2011);
- Kuusou Mesorogiwi (空想メソロギヰ, "Mitologia de Fantasia") (26 de Outubro de 2011);
- "Filament" (8 de Fevereiro de 2012);
- "Shito Kakusei" (7 de Março de 2014), e;
- "Kyuusei Argyros"(救世αργυρός||"Salvação Prateada") (6 de Agosto de 2014).

### Outros
- Em juulho de 2005, trilha sonora do jogo Mai-HiME Unmei no Keitouju.
- Em janeiro de 2013 trilha sonora do jogo The Guided Fate Paradox.

## Videografia

### DVD
|    | Título                                                       | Data de lançamento     |
| -- | ------------------------------------------------------------ | ---------------------- |
| 1º | Tokusai Koshiki Shikiten 920, Putsch Live DVD (特催公式式典) | 22 de dezembro de 2010 |